# Grant Township (comté de Harrison, Missouri)
Pour les articles homonymes, voir Grant Township et Grant.
Grant Township est un township du comté de Harrison dans le Missouri, aux États-Unis,.
Le township est fondé en 1845 et baptisé en référence à une famille locale de pionniers.

### Source de la traduction
- (en) Cet article est partiellement ou en totalité issu de l’article de Wikipédia en anglais intitulé « Grant Township, Harrison County, Missouri » (voir la liste des auteurs).